# Gianpaolo Mondini
Giampaolo Mondini (né le 15 juillet 1972 à Faenza, en Émilie-Romagne) est un coureur cycliste italien.

## Biographie
Giampaolo Mondini commence sa carrière professionnelle en 1996 dans l'équipe Amore e Vita. Il remporte cette année-là sa première victoire (une étape du Tour de Pologne), puis s'impose l'année suivante sur le Tour de Suède. En 1998, il rejoint la formation Kross-Selle Italia, avec laquelle il remporte le Grand Prix de l'industrie, du commerce et de l'artisanat de Carnago. L'année suivante, il s'engage avec l’équipe Cantina Tollo. Il participe à son seul Tour de France. Il se classe à plusieurs reprises parmi les dix premiers des sprints massifs, puis parvient en fin d'épreuve à remporter une étape au Futuroscope : présent dans un groupe de treize échappés, il attaque à cinq kilomètres de l'arrivée et s'impose avec trois secondes d'avance sur ses poursuivants.
En 2001, Giampaolo Mondini est recruté par l’équipe Mercatone Uno. Il participe au Tour d'Italie, durant lequel des produits dopants (EPO, hormones de croissance) sont saisis dans sa chambre d'hôtel par les forces de police. Au début de l'année 2002, il avoue avoir consommé ces substances et est licencié par la formation US Postal, qui l'a recruté entre-temps. En juillet, le Tribunal arbitral du sport confirme la suspension de neuf mois prononcée à son encontre par la fédération italienne. Pouvant reprendre la compétition en mai 2003, il est recruté en février par l'équipe Domina Vacanze. En juin, il remporte le titre de champion d'Italie du contre-la-montre, après une course disputée par seulement sept coureurs. En octobre 2005, le tribunal de San Remo devant lequel il comparaissait en compagnie d'autres coureurs pour détention de produits interdits l'acquitte.

## Palmarès

### Palmarès amateur
- 1992
  - Gran Premio Pisignano di Cervia
  -  Médaillé de bronze du championnat du monde militaires du contre-la-montre par équipes
- 1995
  - Trophée Mauro Pizzoli

### Palmarès professionnel
- 1996
  - 7e étape du Tour de Pologne
  - 2e du Tour du lac Majeur
  - 2e de la Hofbrau Cup
- 1997
  - 5e étape du Circuit des Mines
  - Tour de Suède :
    - Classement général
    - 1re étape
- 1998
  - Grand Prix de l'industrie, du commerce et de l'artisanat de Carnago
  - 3e du Giro d'Oro
- 1999
  - 5e étape du Tour du Japon
  - 18e étape du Tour de France
  - 1re étape du Tour de Pologne
- 2000
  - Circuit des bords flamands de l'Escaut
- 2003
  -  Champion d'Italie du contre-la-montre

## Résultats sur les grands tours

### Tour de France
1 participation
- 1999 : 81e, vainqueur de la 18e étape

### Tour d'Italie
4 participations
- 1997 : 67e
- 2000 : 109e
- 2001 : 74e
- 2003 : hors délais (18e étape)

### Tour d'Espagne
1 participation
- 2003 : 131e